# USS Momsen (DDG-92)
USS Momsen (DDG-92) —  ескадрений міноносець КРО типу «Арлі Берк» ВМС США. сорок другий корабель цього типу в складі ВМС, будівництво яких було схвалене Конгресом США. Ракетний есмінець став 26 кораблем типу «Арлі Берк», який був побудований суднобудівною компанією Bath Iron Works.

## Будівництво
Контракт на будівництво есмінця «Momsen» був підписаний 6 березня 1998 року з суднобудівної компанією Bath Iron Works, корабельня якої розташована на річці Кеннебек в Баті, штат Мен. Церемонія закладання кіля відбулася 16 листопада 2001 року. Церемонія спуску на воду відбулася 19 липня 2003 року. Церемонія хрещення відбулася 9 серпня 2003 року. Хрещеною матір'ю стала Евелін Момсен Хейлі, дочка адмірала Момсена. Церемонія введення в експлуатацію відбулася 28 серпня 2004 року в Панама-Сіті, штат Флорида. Портом приписки стала військово-морська база Еверетт, штат Вашингтон.

## Назва
Корабель отримав назву на честь віце-адмірала Чарльза Момсена,  американського новатора-винахідника, одим з перших хто досяг успіхів під час рятування підводників. Винайшов пристрій, названий його ім'ям - легені Момсена, який був призначений для порятунку підводників із затонулого підводного човна. За цей винахід Момсен був нагороджений медаллю «За видатні заслуги» ВМС США в 1929 році.

## Бойова служба

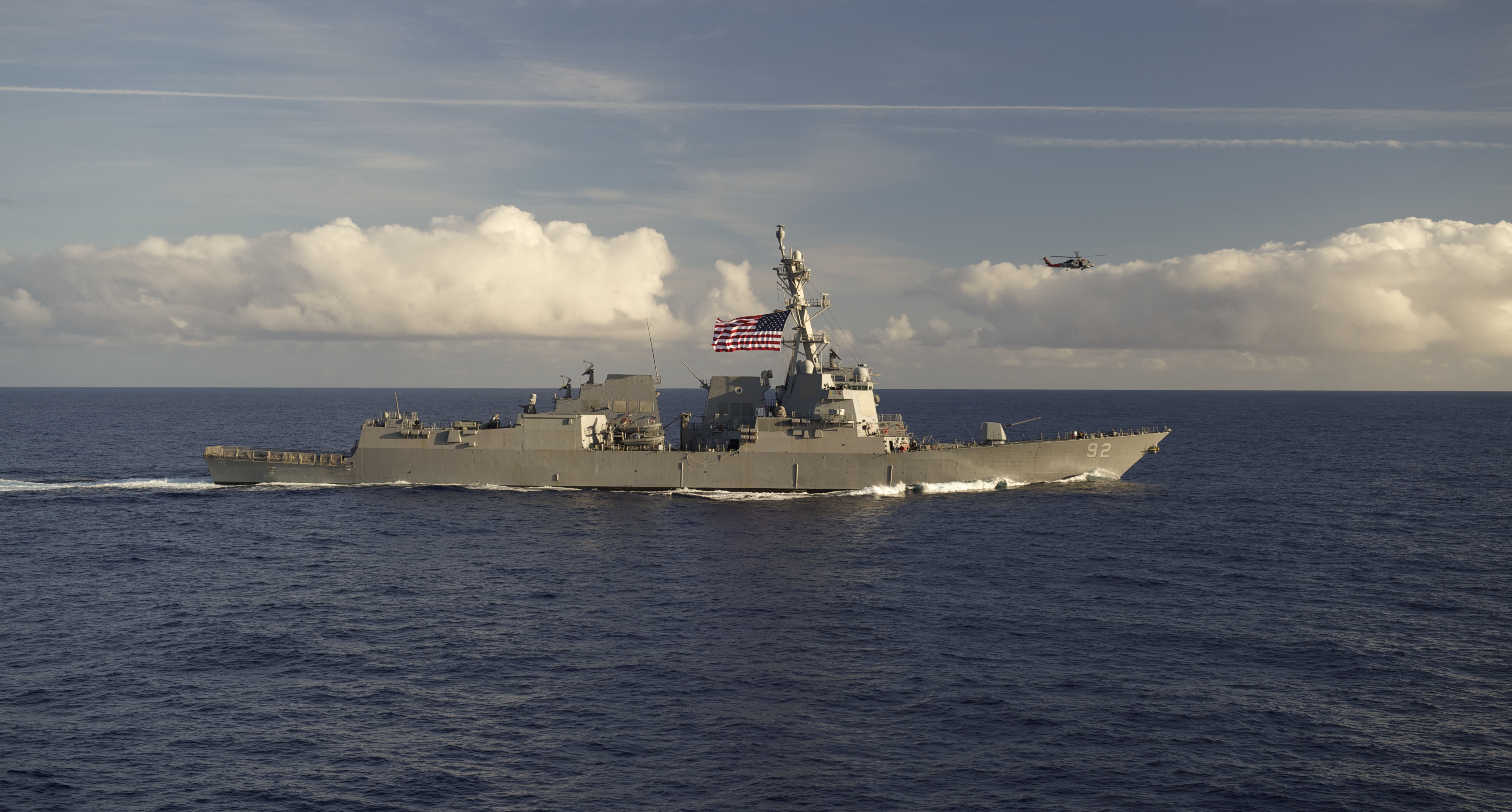
Момсен проходить через Тихий океан.

15 жовтня 2004 року прибув у порт приписки Еверетт, штат Вашингтон, завершивши двомісячний перехід з Бата, штат Мен.
7 січня 2014 прибув для проведення докового ремонту на корабельню компанії Vigor Shipyards Сіетл, штат Вашингтон, вартістю 33,1 млн доларів США. 2 грудня повернувся у порт приписки після завершення ремонту.
Корабель активно експлуатується у розгортаннях в західній частині Тихого океана, в зоні відповідальності 5-го и 7-го флота США.

## У популярній культурі
Будівництво  USS Momsen та USS Chafee, починаючи від початкового різання сталі до морських випробувань, було задокументовано на каналі Discovery Channel в документальному фільмі "Destroyer: Forged in Steel".